# 3-trifluorometil-4-nitrofenol
El 3-trifluorometil-4-nitrofenol o 4-nitro-3-(trifluorometil)fenol (frecuentement abreviado como TFM) es un piscicida común, es decir, un veneno utilizado para combatir especies de peces invasoras y parásitas.
La sustancia se descubrió en 1958 cuando se investigaban medios para combatir las lampreas marinas y actualmente sigue siendo el principal lampricida (matalampreas) en el área de los Grandes Lagos.
La toxicidad del TFM para los seres humanos no se ha investigado a fondo, pero el fabricante lo clasifica como irritante para las vías respiratorias y tóxico. Según los estudios en otros mamíferos, por lo general no es tóxico en las concentraciones esperables en las zonas tratadas. El impacto en otras especies de peces puede controlarse mediante la aplicación selectiva durante la temporada de larvas para lampreas y otras formas de gestión de su concentración. El TFM no se acumula, ya que se descompone en varios días.